# Municipal Liberia
Asociación Deportiva Municipal Liberia – kostarykański klub piłkarski z siedzibą w mieście Liberia, stolicy prowincji Guanacaste. Występuje w rozgrywkach Primera División. Domowe mecze rozgrywa na obiekcie Estadio Edgardo Baltodano Briceño.

## Osiągnięcia

### Krajowe
- Primera División

| zwycięstwo (1):     | 2009 (V) |
| drugie miejsce (0): | –        |

## Historia
Klub powstał w czerwcu 1977, kiedy to zdecydowano się powołać drużynę w mieście Liberia w odpowiedzi na założenie zespołu AD Guanacasteca w sąsiedniej Nicoyi. Nowa ekipa powstała na licencji drugoligowego klubu Fertica, dlatego początkowo nosiła nazwę Fertica Liberia. Od samego początku drużyna przyjęła żółto-czarne barwy. W 1980 roku zmieniono nazwę na Municipal Liberia. W 1984 roku ekipa spadła do trzeciej ligi kostarykańskiej, a ogółem w pierwszym okresie działalności występowała głównie w drugiej lidze. Na przełomie wieków zespół dwa razy z rzędu przegrał baraże o awans do pierwszej ligi; w 1999 roku z Santosem Guápiles (1:2, 1:1) oraz w 2000 roku z Municipalem Osa (1:1, 0:2).
W 2001 roku Municipal Liberia wywalczył historyczną promocję do kostarykańskiej Primera División, pokonując w barażach o awans Ramonense (2:2, 2:1). W 2007 roku klub zmienił formę prawną ze stowarzyszenia sportowego na spółkę akcyjną i został zakupiony przez przedsiębiorcę Mario Sotelę. Zmienił on nazwę drużyny na Liberia Mía, nawiązujacą do posiadanego przez niego ogrodu zoologicznego África Mía w mieście Liberia. Modyfikacji uległ także herb klubu oraz przydomek: „Los Coyotes” („Kojoty”) zamieniono na „Las Águilas” („Orły”). Sotela dofinansował dotychczas walczący o utrzymanie zespół i pozyskał uznanych na lokalnym rynku piłkarzy, również wielokrotnych reprezentantów Kostaryki. Niebawem Liberia Mía sensacyjnie zdobyła tytuł mistrza Kostaryki (Clausura 2009), zostając pierwszym w historii klubem z prowincji Guanacaste oraz pierwszym od blisko 23 lat klubem spoza „wielkiej trójki” (Deportivo Saprissa, LD Alajuelense, CS Herediano), który tego dokonał. Dzięki mistrzostwu klub po raz pierwszy wziął udział w międzynarodowych rozgrywkach Ligi Mistrzów CONCACAF (2009/2010). W styczniu 2010 klub zmienił nazwę na Águilas Guanacastecas, zaś pół roku później Sotela przekazał pierwszoligową licencję ekipie CD Barrio México i klub przestał istnieć.
W 2011 roku Municipal Liberia odrodził się w drugiej lidze na licencji klubu AD Desamparados. W 2015 roku awansował do najwyższej klasy rozgrywkowej. Występował w niej w latach 2015–2018, po czym zanotował relegację do drugiej ligi. W 2021 roku klub został przejęty przez Wildera Eusse, kolumbijskiego przedsiębiorcę, prezesa Grupo Eusse i posiadacza sieci stacji benzynowych w Kostaryce. W 2023 roku Municipal Liberia po raz trzeci w historii awansował do kostarykańskiej Primera División.

### Rozgrywki międzynarodowe
| Sezon     | Rozgrywki              | Runda | Klub        | Dom | Wyjazd | Ogólnie |
| --------- | ---------------------- | ----- | ----------- | --- | ------ | ------- |
| 2009/2010 | Liga Mistrzów CONCACAF | QR    | Real España | 3:0 | 0:6    | 3:6     |